# Section capitale Gran Sabana
Pour les articles homonymes, voir Gran Sabana.
Section capitale Gran Sabana (Sección Capital Gran Sabana, en espagnol) est l'une des deux divisions territoriales de la municipalité de Gran Sabana dans l'État de Bolívar au Venezuela. La législation vénézuélienne accorde le titre de Sección Capital en espagnol, ou « section capitale » en français, à certains des territoires où se situe le chef-lieu de la municipalité plutôt que celui de paroisse civile. L'autre division territoriale de la municipalité est la paroisse civile d'Ikabarú. Sa capitale est Santa Elena de Uairén, chef-lieu de la municipalité.

## Géographie

### Démographie
Hormis sa capitale Santa Elena de Uairén divisée en plusieurs quartiers, la division territoriale et statistiques possède plusieurs localités dont :
- Canaima
- Fuerte Manicuya
- Kavanayén
- Luepa
- Maurak
- Paraitepuy
- San Francisco de Yuruaní
- San Ignacio de Yuruaní
- Santa Elena de Uairén
  - Mana Kru
  - Urbanizacíon Akurimá
  - Urbanizacíon Brisas de Uairén
- Uonquén
- Urimán